# Hiro (photographe)
Yasuhiro Wakabayashi connu sous le nom de Hiro est un photographe de mode américain né le 3 novembre 1930 à Shanghai et mort le 15 août 2021 à Erwinna (en) en Pennsylvanie.

## Biographie
Hiro est né à Shanghai en 1930, de parents japonais. « Photographe des photographes ». Formé par le directeur artistique Alexey Brodovitch d'Harper's Bazaar et assistant d'Avedon au milieu des années 1950, il photographie les plus grands mannequins de l'époque tel Victoire. Il est embauché dans les années 1960 à l'édition américaine du magazine Vogue par Alexander Semeonovitch Liberman.
Hiro a développé un style très particulier et ses travaux dans la mode et dans les natures mortes depuis les années 1960 ont inspiré nombre d'imitateurs[réf. nécessaire]. Hiro demeure aujourd'hui encore un photographe influent[Information douteuse].
Hiro meurt le 15 août 2021 à Erwinna (en) en Pennsylvanie à l’âge de 90 ans.

## Expositions
- 2024 : Celebrating Silver, exposition collective célébrant la beauté et l'impact des tirages obtenus grâce au support de la gélatine argentique, avec des photographies, entre autres, de Richard Avedon, Irving Penn, Don McCullin, Hiro, Horst P. Horst, Jeanloup Sieff, Helmut Newton, Robert Mapplethorpe, Daido Moriyama, Herb Ritts, Albert Watson, Hamiltons Gallery, Londres, du 7 février au 9 mars 2024 [4],[5]

## Récompenses et distinctions
- 2005 : Lucie Awards

## Crédit d'auteurs
- (en) Cet article est partiellement ou en totalité issu de l’article de Wikipédia en anglais intitulé « Hiro (photographer) » (voir la liste des auteurs).